# Национален отбор по футбол на Южна Корея
Националният отбор по футбол на Южна Корея представя страната на международни срещи. Контролира се от Корейската футболна асоциация, която е член на ФИФА от 1948 г. Отборът участва осем пъти на Световно първенство. Най-доброто му представяне е през 2002 г., когато става четвърти, след като губи малкия финал от Турция с 3:2. През 1956 г. е победител в Азиатското първенство.

## България – Южна Корея
| Дата       | Място        | Събитие    | Отбор      | Резултат | Отбор    | ФИФА |
| ---------- | ------------ | ---------- | ---------- | -------- | -------- | ---- |
| 05.06.1986 | Мексико сити | СВ П-ВО    | Южна Корея | 1:1      | България | ДА   |
| 18.11.2003 | Сеул         | Приятелски | Южна Корея | 0:1      | България | ДА   |